# It's High Tide Baby!
It's High Tide Baby! is de tweede single van het album "We Are The Dynamite" van de Welshe band The Blackout. De single werd op 11 februari 2008 door het label Fierce Panda uitgebracht als 7" Vinyl. In het nummer is zanger Ian Watkins van Lostprophets te horen. De single werd gepromoot door een videoclip die op een aantal Britse zenders te zien is geweest.

## Misprint
Door een persfout van de fabrikant van de single bevat de plaat zelf niet het nummer It's High Tide Baby, maar in plaats daarvan de voorgaande single The Beijing Cocktail. De single was gelimiteerd tot een oplage van 1.000 stuks en werd door het platenlabel niet herdrukt of terug geroepen, waardoor er geen correcte exemplaren van de single zijn.

## Tracklist
Zoals bedoeld:
- Kant A: It's High Tide Baby!
- Kant B: Spread Legs Not Lies (live)

Door de persfout:
- Kant A: The Beijing Cocktail
- Kant B: Spread Legs Not Lies (live)

## Trivia
- Spread Legs Not Lies (live) is opgenomen in een studio en bevat wat extra vocalen en geluiden.